# Barsukowka (przystanek kolejowy)
Barsukowka (ros. Барсуковка) – przystanek kolejowy w miejscowości Barsukowka, w rejonie niemańskim, w obwodzie królewieckim, w Rosji. Położony jest na linii Pojegi - Czerniachowsk.

## Historia
Stacja kolejowa powstała w XIX w., gdy te tereny należały do Niemiec. Przebudowana do przystanku po rozpadzie Związku Sowieckiego.